# Austrian International 1984
Die Austrian International 1984 als offene internationale Meisterschaften von Österreich im Badminton fanden vom 20. bis zum 22. April 1984 in Villach statt.

## Finalergebnisse
| Disziplin    | Sieger                             | Finalist                         | Ergebnis         |
| ------------ | ---------------------------------- | -------------------------------- | ---------------- |
| Herreneinzel | Syed Modi                          | Vitaliy Shmakov                  | 15-2, 15-6       |
| Dameneinzel  | Lena Staxler                       | Hertha Obritzhauser              | 11-0, 11-5       |
| Herrendoppel | Vitaliy Shmakov Vyacheslav Shukin  | Klaus Fischer Heinz Fischer      | 9-15, 15-4, 15-5 |
| Damendoppel  | Heidemarie Krickhaus Cathrin Hoppe | Lena Staxler Jeanette Ryrman     | 17-15, 15-6      |
| Mixed        | Vitaliy Shmakov Lyubov Fedotova    | Vyacheslav Shukin Irina Rozhkova | 15-11, 15-10     |